# Aeroporto de Londrina
O Aeroporto de Londrina / Governador José Richa é um aeroporto doméstico do sul do Brasil, terceiro maior do estado do Paraná e quarto da Região Sul do Brasil. O aeroporto opera voos regionais e nacionais e tem capacidade para receber aviões de médio porte como o Boeing 737, o Fokker 100 e o Airbus A320, embora haja registros de pousos de aeronaves modelo Boeing 757 e o widebody Douglas DC-10. Também é utilizado eventualmente como destino de aeronaves da Força Aérea Brasileira em treinamento.

## História
A chegada dos primeiros pioneiros ao município que hoje é denominado Londrina em 1923. Apesar do grande desenvolvimento da região, o primeiro aeroporto só foi criado no ano de 1936. Mas foi somente a partir de 1945, com o fim da segunda guerra mundial, que as companhias aéreas começaram a oferecer mais opções de voos.
Na década de 1950, aconteceu o auge da aviação em Londrina. Para comportar o crescente movimento de aeronaves, dois grandes hangares foram construídos. Em 1956 foi inaugurada a pavimentação da pista. Dois anos depois, um novo terminal de passageiros substituiria as instalações de madeira.
O nome do aeroporto é uma homenagem a José Richa, que foi o 47.º governador do Estado do Paraná, entre os anos de 1983 a 1986, sendo o primeiro governador eleito após o fim do Regime Militar.
Depois de alguns anos, em 2000, começaram as obras de ampliação do novo terminal de passageiros. O projeto escolhido, do arquiteto André Silvestri, é inspirado nas formas das asas de um avião.
Em 2010 foi confirmada a liberação de cerca de R$ 20 milhões, para a ampliação da pista em 600 metros, instalação de ILS(CAT I), uma estação meteorológica (DMS I), Sistema de luzes de aproximação (ALS I) e a instalação de um DVOR no próximo ano.
Em abril de 2021, o governo federal levou a leilão o aeroporto. Nesta ocasião, a "Companhia de Participações em Concessões" (CPC), do grupo Grupo CCR (atual Motiva), arrematou o lote de quatros aeroportos do Paraná: Aeroporto Internacional Afonso Pena; Aeroporto Bacacheri, Aeroporto Internacional das Cataratas, em Foz do Iguaçu e Governador José Richa, em Londrina. O contrato entre a Infraero e a CPC terá duração de 30 anos.

## Estatísticas
Ver a consulta original do Wikidata.
| Ano  | Movimento (Passageiros)      |
| 2016 | 920792                       |
| ---- | ---------------------------- |
| 2023 | 721.683                      |
| 2022 | 573.401 (Durante gestão CCR) |
| 2021 | Sem dados                    |
| 2020 | Sem dados                    |
| 2019 | Sem dados                    |
| 2018 | 130.609 (Até mês 02/2018)    |
| 2017 | 880.425                      |
| 2016 | 829.934                      |
| 2015 | 1.024.618                    |
| 2014 | 1.131.994                    |
| 2013 | 1.051.211                    |
| 2012 | 1.098.848                    |
| 2011 | 961.876                      |
| 2010 | 732.433                      |
| 2009 | 572.717                      |
| 2008 | 507.876                      |
| 2007 | 509.544                      |
| 2006 | 518.396                      |
| 2005 | 524.164                      |
| 2004 | 414.706                      |
| 2003 | 292.677                      |

## Aeroclube
O aeroclube de Londrina é uma escola de aviação civil fundada em 21 de janeiro de 1941, que faz uso do aeroporto de Londrina.